# 건류
건류(dry distillation)는 기체 산물을 만들어내기 위해 고체 물질을 가열하는 것이다. (액체나 고체로 냉각될 수 있음) 이 방식은 열분해를 수반하거나 수반하지 않을 수 있다.(예: 얼음과 유리의 단순 혼합물은 화학 결합을 끊지 않고 분리가 가능하지만 유지물질은 더 다양한 분자들이 포함되어 있고 그 중 일부는 깨질 가능성이 있다) 화학 변화가 발생하는 건류는 분해증류 또는 크래킹의 일종이다.

## 같이 보기
- 피치 (중합체)
- 합성가스
- 타르